# الألعاب الأولمبية الشتوية 1952

شعار الألعاب الأولمبية الشتوية 1952.

أقيمت الألعاب الأولمبية الشتوية لسنة 1952 في مدينة أوسلو النرويجية.